# Gaurotes cuprifera
Gaurotes cuprifera là một loài bọ cánh cứng trong họ Cerambycidae.